# Zamkowa Skała (Dolina Kluczwody)
Zamkowa Skała – skała wapienna wznosząca się po lewej orograficznie stronie potoku Kluczwoda w Dolinie Kluczwody na terenie Parku Krajobrazowego Dolinki Krakowskie. Administracyjnie tereny te należą do gminy Wielka Wieś w województwie małopolskim.
Skała z wszystkich stron jest bardzo stroma, ale można na nią wejść. Na jej szczycie znajdują się resztki murów dawnego Zamku w Dolinie Kluczwody. Skała znajduje się poza obrębem rezerwatu przyrody Dolina Kluczwody i dopuszczalna jest na niej wspinaczka skalna. Ściana wspinaczkowa ma wystawę zachodnią i wysokość do 20 m. Jest na niej 12 dróg wspinaczkowych o trudności od IV+ do VI.1+ w skali Kurtyki. W 2019 roku 4 drogi posiadają zamontowane stałe punkty asekuracyjne: ringi (r) i stanowiska zjazdowe (st). Ściana wspinaczkowa znajduje się na terenie otwartym, nad sporą polanką, która z powodu zaprzestania użytkowania zarasta chaszczami.
Tuż po południowo-zachodniej stronie Zamkowej Skały znajduje się druga, również udostępniona do wspinaczki skała – Zamkowa Strażnica, na mapie Geoportalu opisana jako Kobyłka.

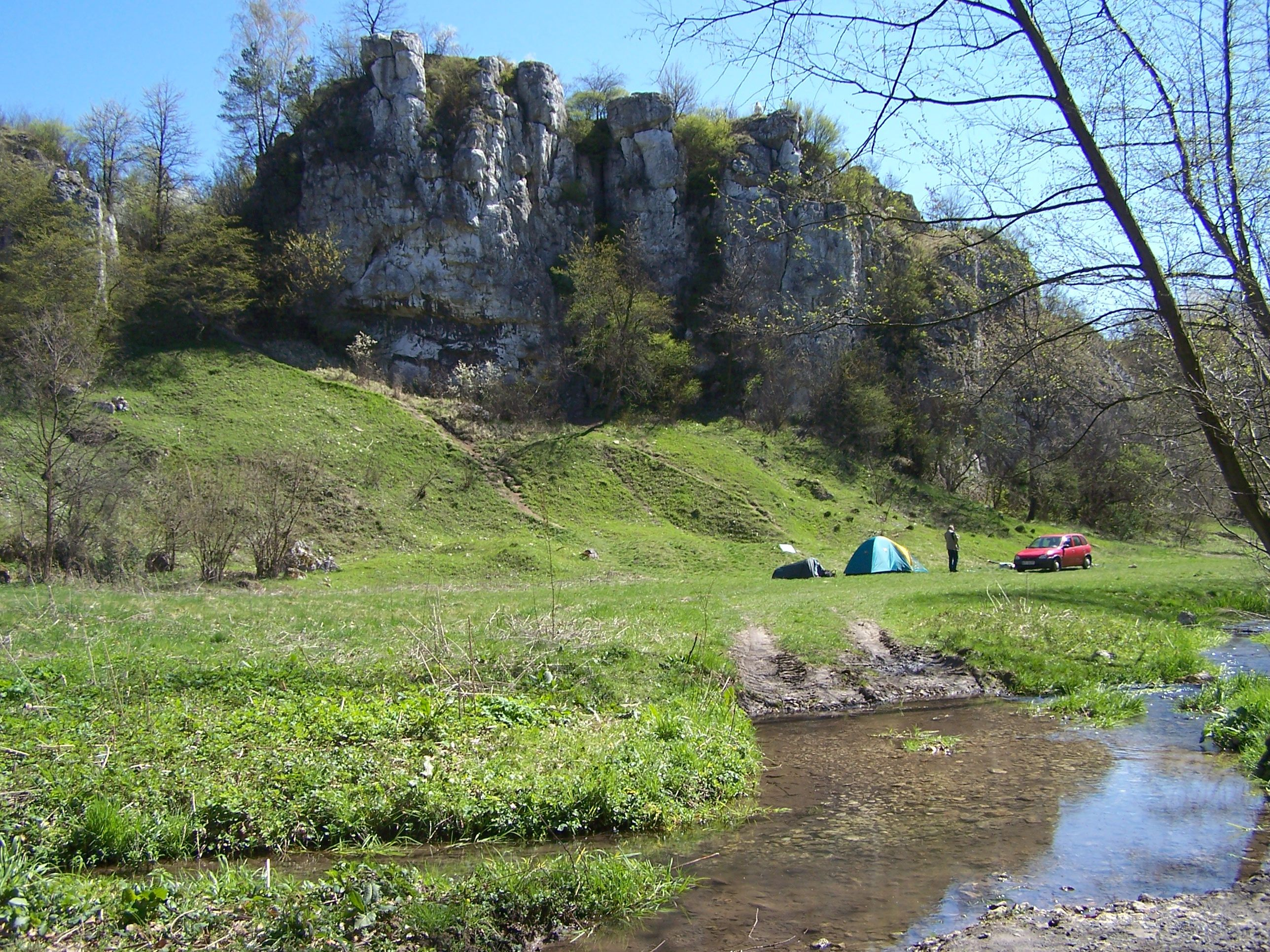
Zamkowa Skała w 2007 r.
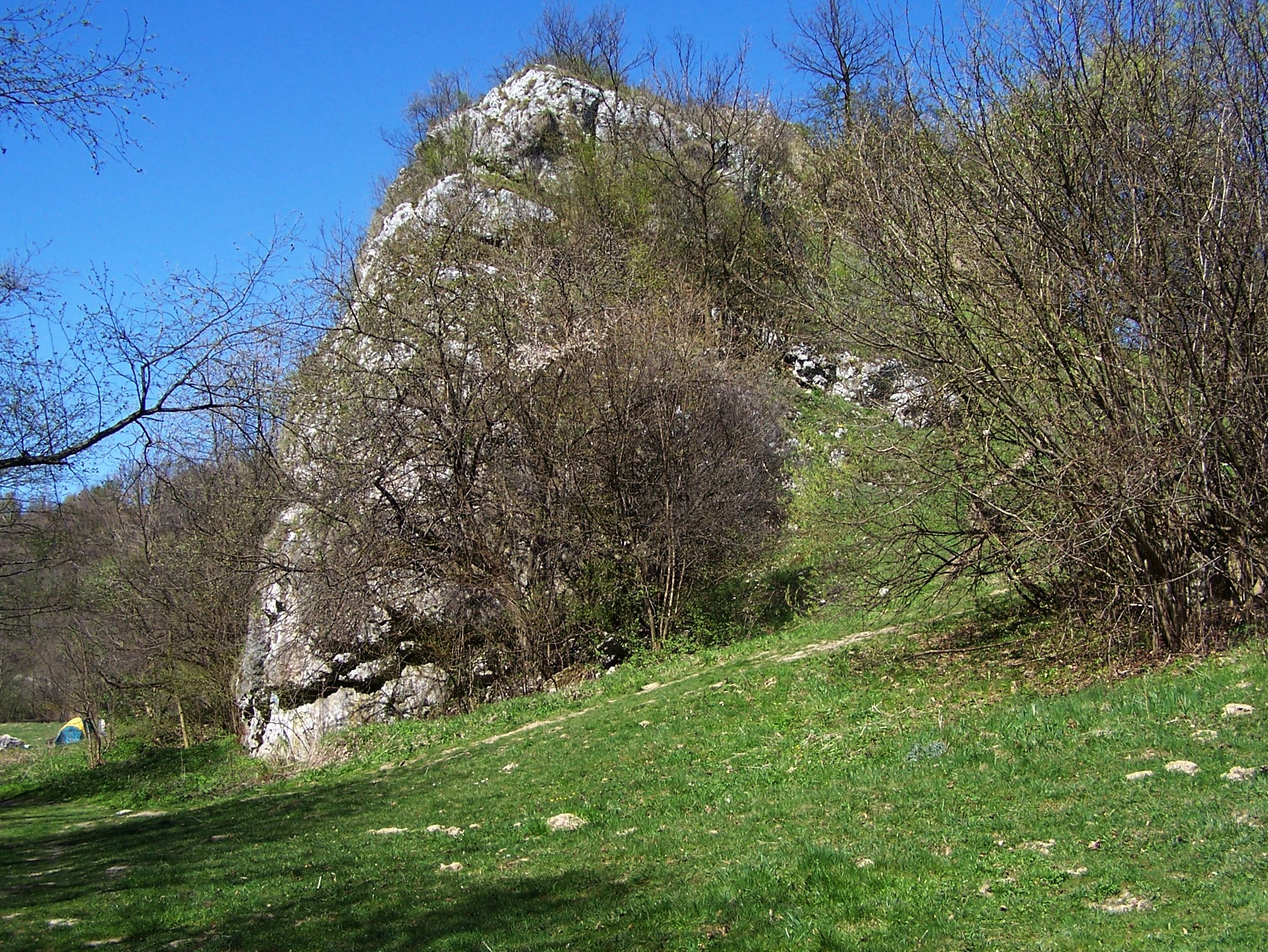
Zamkowa Skała od południa (2007 r.)
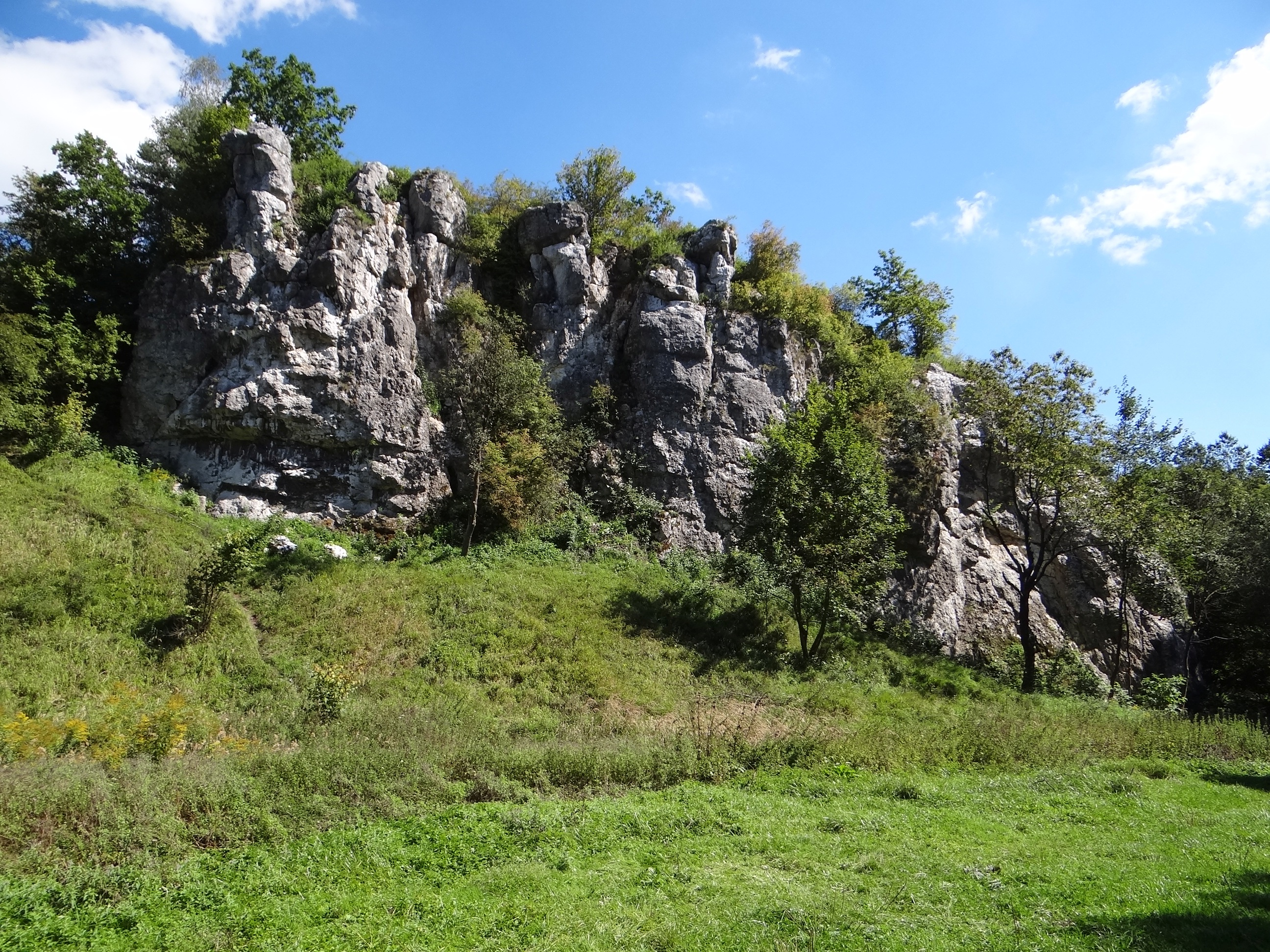
Skała Zamkowa w 2019 r.
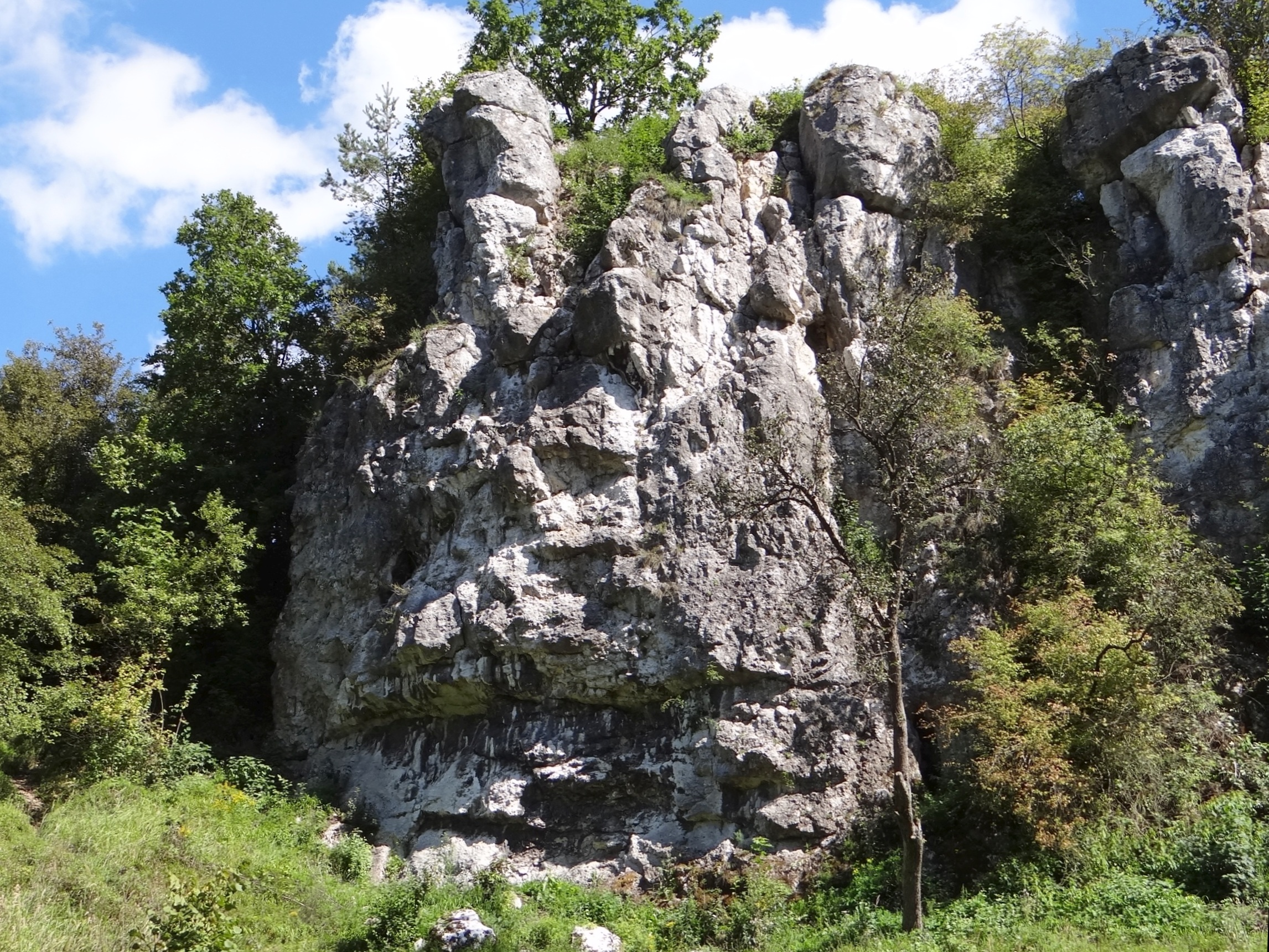
Ściana wspinaczkowa
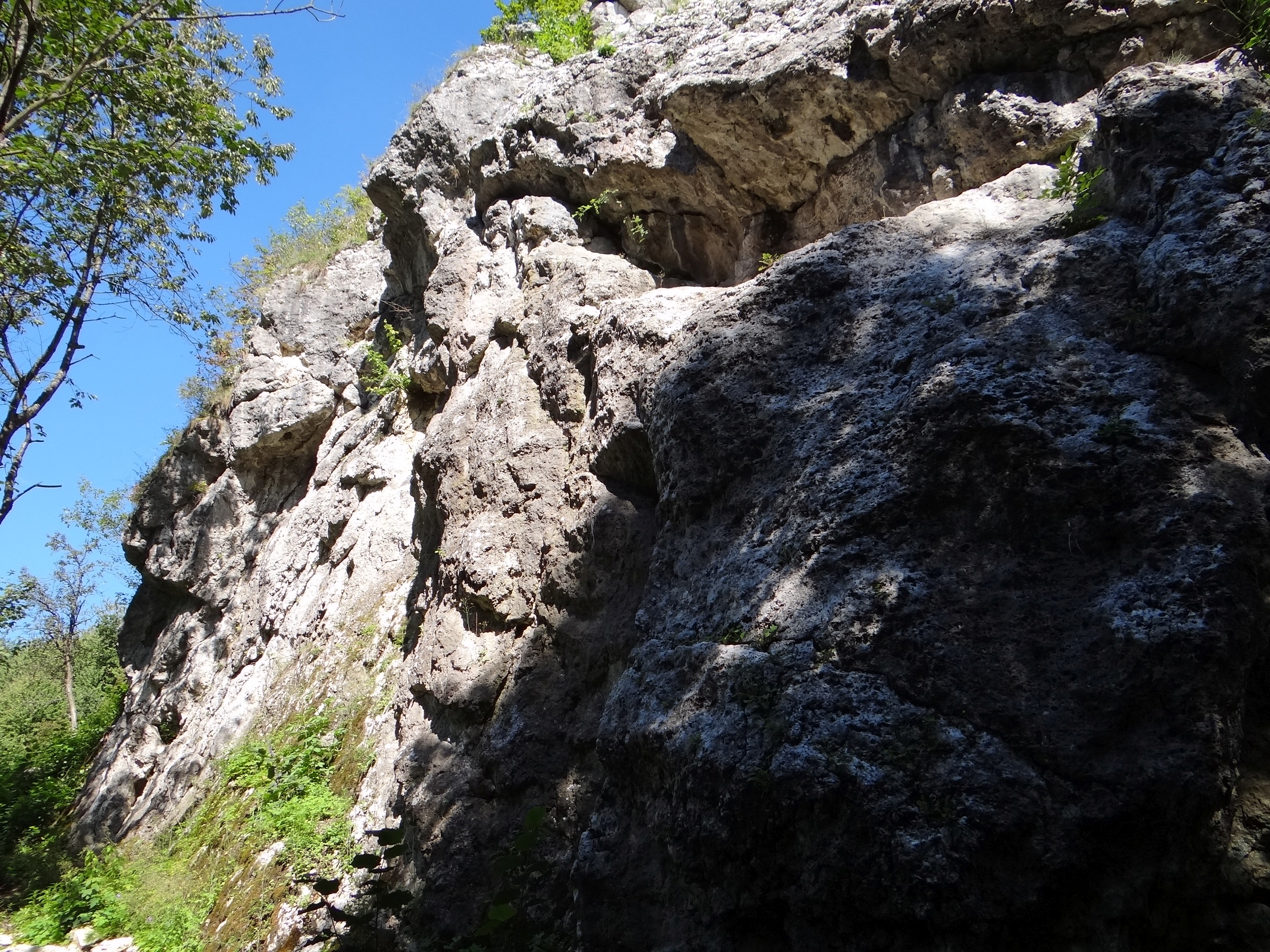
Ściana wspinaczkowa
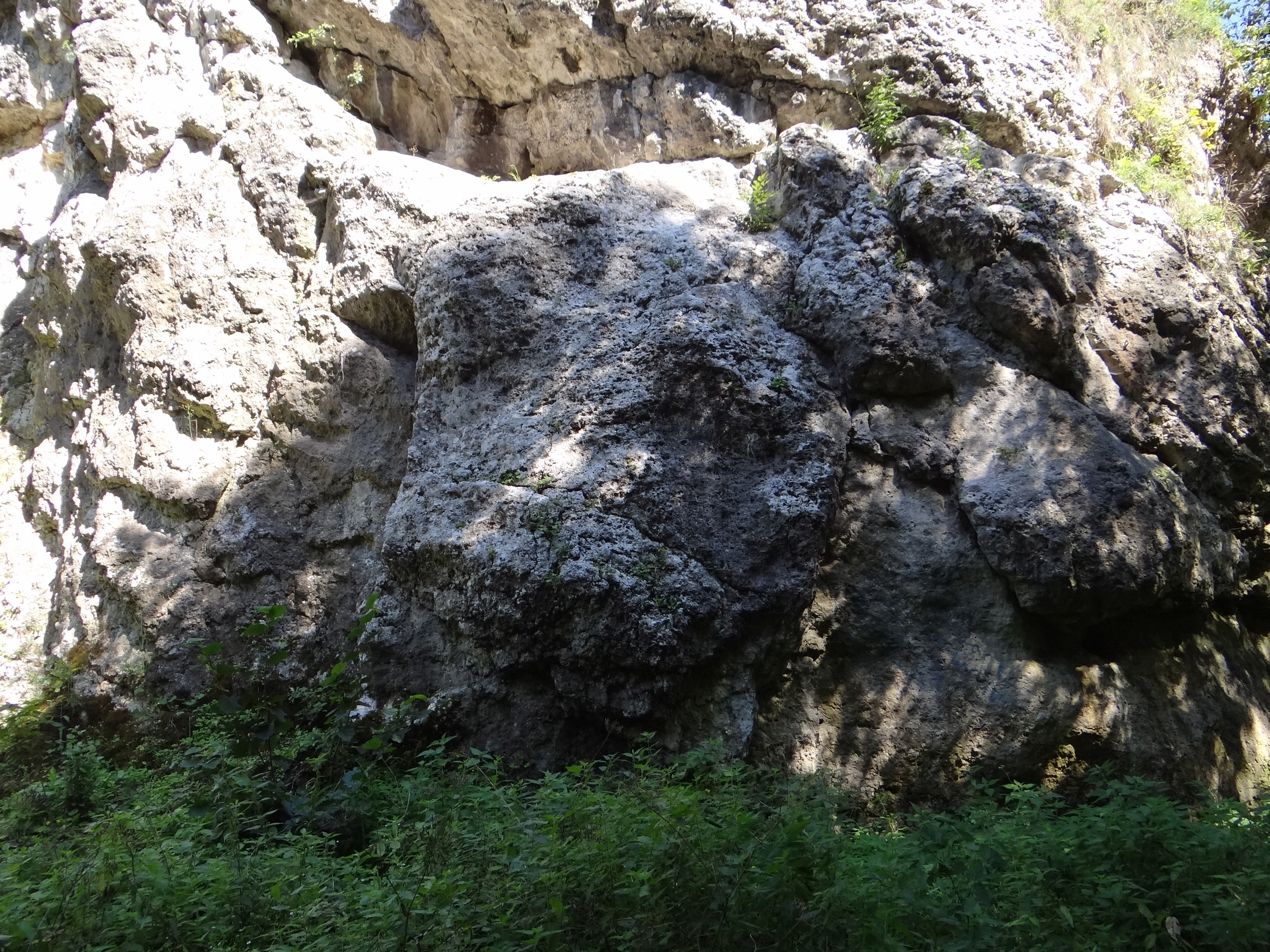
Ściana wspinaczkowa

## Drogi wspinaczkowe
1. Zacięcie Budziaszka, 20 m, V+,
2. Wprost przez przewieszkę, 20 m, VI,
3. Beczka prochu, 17 m, V+,
4. Na prawy wierzchołek, 19 m, IV,
5. Przez nyżę, 19 m, IV,
6. Stolnica, 19 m, IV,
7. Stolnica wprost, 19 m, VI
8. Prawy skraj ściany, 19 m, IV,
9. Bardzo krwawe puree, 18 m, VI.1 (7r+st),
10. Lewy skraj płyty, 18 m, VI (4r+st),
11. Struna, 19 m, V (2r),
12. Smutne mrówy, 16 m, VI.1+ (4r+st)[3].

## Szlaki turystyki pieszej i rowerowej
– czarny z Modlnicy przez Tomaszowice i całą długość Dolinę Kluczwody do Jaskini Wierzchowskiej.
 – niebieski z Bolechowic przez Gacki, Dolinę Kluczwody do Prądnika Korzkiewskiego.
 – zataczający pętlę szlak z Bolechowic przez Zelków, górną część Doliny Kluczwody, Wierzchowie, Bębło, Dolinę Będkowską (w dół), Łączki, Kobylany, Dolinę Kobylańską (w górę), Krzemionkę, Dolinę Bolechowicką (w dół) do Bolechowic.
 – z Ojcowskiego Parku Narodowego przez Czajowice i górną część Doliny Kluczwody do Jaskini Wierzchowskiej.